# Acosmism
Acosmismul, în contrast cu panteismul, este o concepție filozofică care refuză realitatea Universului, spunând despre el că este o "ultimă iluzie" (prefixul „a" în greacă desemnează o negație) și că doar „absolutul infinit nemanifestat" este real. Această filozofie pornește de la premisa că există o singură realitate, care este infinită. Realitatea pe care noi o percepem este tocmai opusul acestei realități unice, realitatea percepută fiind finită și dualistă, plină de dureri și suferințe, dar trecătoare. Pentru că realitatea absolută este singura reală, tot ceea ce nu e absolut nu poate fi real. 
Acosmismul este o  concepție filozofică discutată în filozofiile indiene.